# Cabaret égyptien de Napoléon Ier
Le Cabaret égyptien de Napoléon Ier est un ensemble de 36 pièces en porcelaine de Sèvres conservé au Département des objets d'art du musée du Louvre, à Paris. Ce « cabaret » (ou service de table), livré au palais des Tuileries en 1810, appartenait à Napoléon Ier. Il est orné de décors égyptisants inspirés des planches de l'ouvrage de Vivant Denon, Voyage dans la Basse et la Haute Égypte.